# St. Martin (Zorneding)

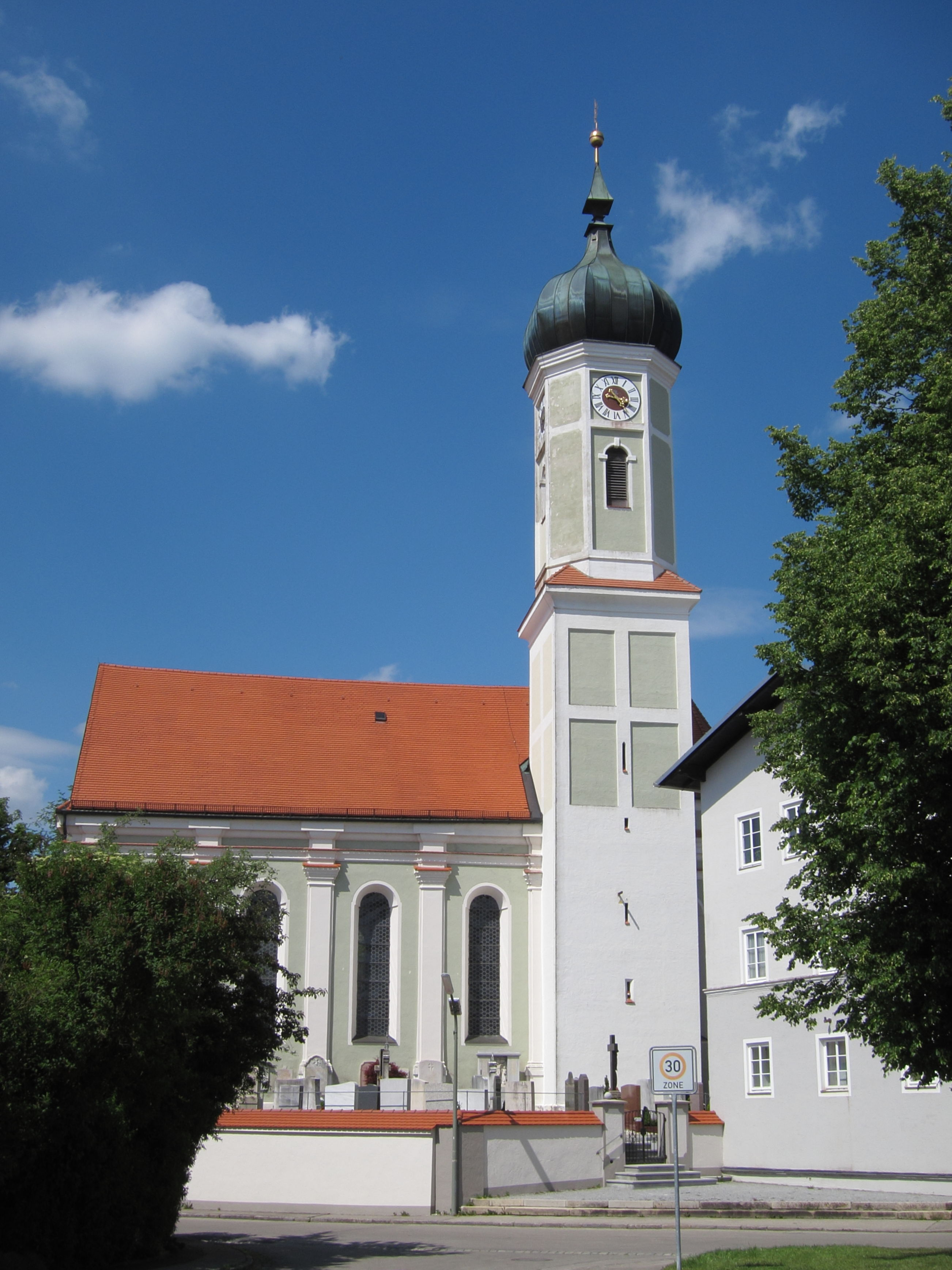
St. Martin in Zorneding

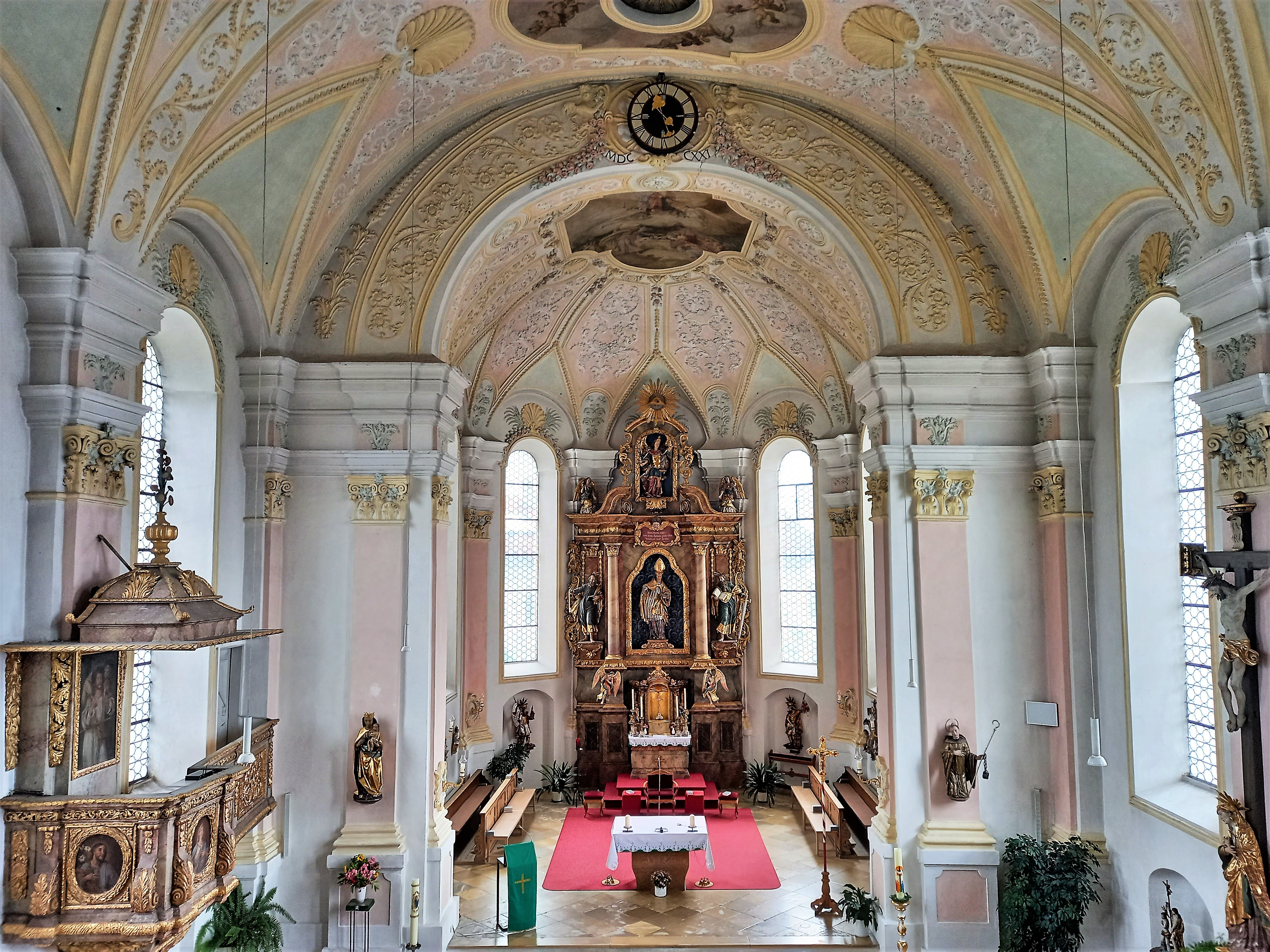
Innenraum der Kirche

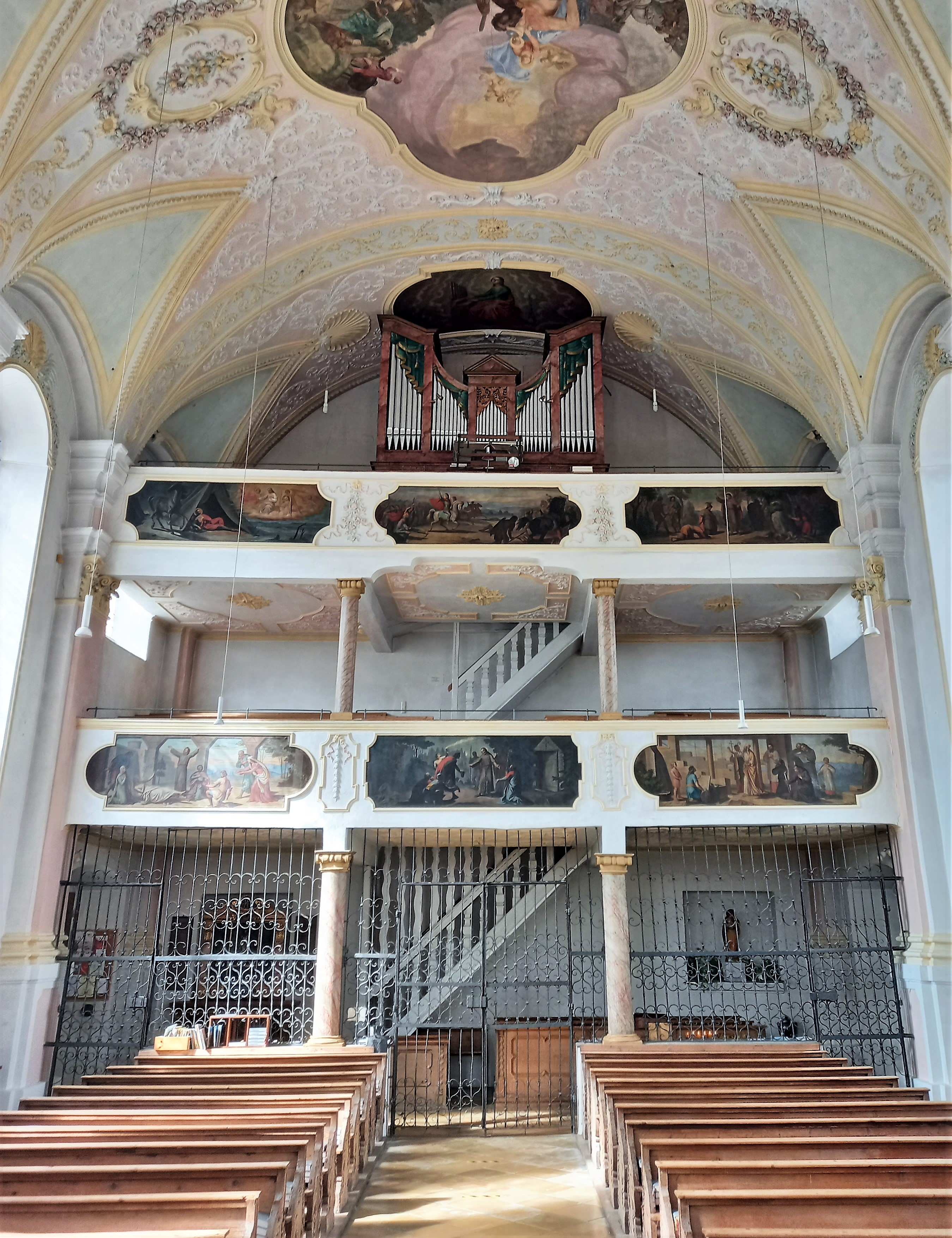
Blick zur Siemann-Orgel von 1923

St. Martin ist ein Kirchengebäude der römisch-katholischen Kirche in der oberbayerischen Gemeinde Zorneding im Landkreis Ebersberg. Die Kirche ist dem Patronat des heiligen Martin von Tours unterstellt und dient der Pfarrei St. Martin als Pfarrkirche. Das Bauwerk ist als Baudenkmal in die Bayerische Denkmalliste eingetragen.

## Geschichte
Schon im frühen 9. Jahrhundert existierte wohl eine Kirche aus Holz, welche von Adeligen an das Bistum Freising gestiftet wurde. Diese wurde später durch einen gotischen Neubau mit vier Altären und 80 Sitzplätzen ersetzt. 1719 wurde wegen Einsturzgefahr von Pfarrer Melchior Brockmayr ein Neubau nach Plänen des Grafinger Maurermeisters Thomas Mayr initiiert, welcher vermutlich auch der Baumeister war. Die Weihe der Kirche fand am 9. September 1723 statt. Der Innenraum wurde 1843 und 1879 renoviert und verändert. Eine Erneuerung des Deckengemäldes fand 1923/24 statt. 1963 wurden die beiden Seitenaltäre entfernt, deren Bilder sich heute im Chor befinden. Der Außenputz des Turms wurde 1984 erneuert und 1988 bis 1990 folgte eine Sanierung der Kirche wegen Einsturzgefahr.

## Baubeschreibung
Es handelt sich bei der Kirche um einen barocken, tonnengewölbten Saalbau mit eingezogenem Polygonalchor und angefügter Sakristei. Der südliche 37 m hohe Chorwinkelturm ist mit einer Zwiebelhaube versehen. Das Turmuntergeschoss aus Tuff- und Nagelfluhquadern stammt noch vom Vorgängerbau.

## Ausstattung
Die Deckengemälde von 1923 wurden von Anton Niedermaier aus Hohenbrunn erstellt und zeigen im Chor die Himmelfahrt Mariens und im Langhaus den heiligen Christophorus mit Christuskind, welches von Maria aufgenommen wird. Zudem sind die Heiligen Margaretha, Katharina von Alexandrien und Barbara abgebildet sowie kirchliche Würdenträger. Das Deckengemälde über der Empore mit der heiligen Cäcilia an der Orgel ist vermutlich etwas älter. Der Bilderzyklus an der Empore stellt Szenen aus dem Leben des heiligen Martin dar und ist vermutlich vom Kunstmaler Kromer aus Freising um 1880.
Der Stuck der Kirche weist Kontraste zwischen floralem und geometrischem sowie zwischen flachem und plastischem Dekor auf. Vermutlich stammt dieser aus der Werkstatt Zwerger aus dem Schliersee-Miesbacher Raum oder von einem Schüler Johann Baptist Zimmermanns.
Die Figuren des Hochaltares stammen aus der Zeit nach 1721 und stellen im Zentrum den heiligen Martin im Bischofsgewand dar, wie er einem Bettler eine Münze reicht, daneben Figuren der Heiligen Petrus und Paulus. Darüber ist der Erzengel Michael zu sehen, der von zwei Engeln flankiert wird. Das Auge Gottes darüber wurde 1923 ergänzt. Neben dem Hochaltar finden sich Figuren der Heiligen Leopold und Florian aus dem Ende des 18. Jahrhunderts. Das Kruzifix mit Engelsfiguren an der südlichen Wand ist um 1700 entstanden, die Figuren der Heiligen Katharina und Barbara gegenüber um 1680. Die beiden Ölgemälde im Nazarener-Stil des 19. Jahrhunderts aus den früheren Seitenaltären sind über den Eingängen zum Turm und zur Sakristei angebracht und zeigen die heilige Maria und den heiligen Leonhard über einer Darstellung Alt-Zornedings. An der Südseite des Langhauses findet sich ein Kruzifix mit Mater dolorosa um 1720–40. Das spätbarocke Kreuz an der Nordseite ist von 1740. Am linken Chorbogen ist eine Marienfigur um 1500 angebracht, die später vermutlich überarbeitet wurde. Am rechten Chorbogen findet sich eine spätbarocke Figur des heiligen Leonhard. Der gotische Taufstein aus dem 13. Jahrhundert stammt aus dem Vorgängerbau und zeigt auf dem Deckelaufsatz die Taufe am Jordan. An der Nordwand ist die Vollreliquie des Märtyrers Placidus eingemauert, die 1842 von Rom hierher gebracht und im Kloster Altomünster gefasst wurde.
Die heutige Orgel wurde 1923 von Willibald Siemann im Gehäuse ihrer Vorgängerorgel des Orgelbauers Josef Wagner aus Glonn aus dem Jahr 1840 errichtet.
Aus dem Turm erklingt heute ein vierstimmiges Bronzegeläute mit Schlagtonfolge d1 fis1 a1 h1 im Salve Regina Motiv der Erdinger Glockengießerei.